# Johann Hermann Kuetemeyer
Johann Hermann Kuetemeyer (* 24. Juni 1769 in Schwerin; † 31. Juli 1854 ebenda) war ein deutscher Rechtsanwalt, mecklenburg-schwerinscher Hof- und Lehnrat und Gründer einer nach ihm benannten Stiftung.

## Leben
Johann Hermann Kuetemeyer war ein Sohn des namensgleichen Schweriner Advokaten und Senators Johann Hermann Kuetemeyer (1733–1810).
1788 wurde Kuetemeyer mit 19 Jahren Stadtsekretär, um 1792 Senator und von 1803 bis 1820 war er einer der beiden städtischen Bürgermeister der Schelfstadt Schwerin. Nach dem Bestehen des Advokatenexamen 1804 praktizierte er als Rechtsanwalt. 1807 berief ihn Herzog Friedrich Franz I. zum Mitglied der Landes-Kredit-Kommission. 1814 erhielt er den Titel Hofrat. Ab 1819 war er als Kanzleirat beim neu eingerichteten Großherzoglichen Hypotheken-Departement tätig. 1825 erfolgte seine Beförderung zum Ersten Hypothekenbewahrer und Lehnrat. Er war Vorsteher der Darlehens-Casse in Schwerin.
Kuetemeyer ging 1840 in den Ruhestand. Mit seinem 1849 errichteten Testament gründete er die Kuetemeyerschen Stiftung zur Vergabe von Kleinkrediten. Kuetemeyer hatte bereits im März 1848 einen Verein gegen das lange Borgen gegründet, dessen Mitglieder sich verpflichteten, entweder umgehend oder zumindest am 2. Februar, am 2. Mai, am 2. August und am 2. November jeden Jahres ihre Rechnungen zu bezahlen. Bis Ende Juli waren bereits 226 Schweriner eingetreten. Das Stiftungsvermögen wurde schon frühzeitig in Schweriner städtische Umlandsgrundstücke angelegt. Durch die Anlage des Stiftungsvermögens in Immobilien überstand die Stiftung im Gegensatz zu anderen die Inflationszeit in den 1920er Jahren unbeschadet.
Er war zwei Mal verheiratet, zunächst mit Christina Friederica, geb. Schenck (1773–1838), dann mit Louise Wilhelmine, geb. Steinicke (1806–1863).